# (74019) 1998 GY
(74019) 1998 GY – planetoida z pasa głównego asteroid okrążająca Słońce w ciągu 3,44 lat w średniej odległości 2,28 j.a. Odkryta 2 kwietnia 1998 roku.